# Reid Bryson
Pour les articles homonymes, voir Bryson.
Reid Bryson (7 juin 1920 – 11 juin 2008) est un géologue et météorologue américain, spécialiste des sciences de l'atmosphère, et professeur émérite de l'université du Wisconsin à Madison. Il est connu pour sa thèse d'un refroidissement global qui s'oppose, notamment dans les années 1970, à celle d'un réchauffement climatique.

## Formation et carrière
Il obtient un bachelor (B.A.) en géologie à l'université Denison en 1941 et un doctorat en météorologie de l'université de Chicago en 1948. En 1946, il rejoint la faculté de l'université du Wisconsin à Madison et, en 1948, il devient le fondateur et le premier président du département de météorologie et du Centre de recherche climatique de l'université du Wisconsin à Madison. Il est le premier directeur de l'Institut d'études environnementales (aujourd'hui le Nelson Institute) en 1970,.
En 1944, pendant la Seconde Guerre mondiale, il est l'un des rares météorologues à avoir identifié les signes précurseurs du typhon Cobra et à en prévenir sans succès la troisième flotte de Halsey qui subit de lourdes pertes.
Bryson est nommé lauréat mondial du Programme des Nations unies pour l'environnement (PNUE) mondial en 1990.

## Travaux
La principale contribution de Bryson au débat sur le changement climatique est l'idée du « volcan humain » provoquant un refroidissement global, via une augmentation de la charge d'aérosols. Cette idée est suscitée en 1962 par sa propre observation, alors qu'il survole l'Inde en route pour une conférence, que sa vue du sol n'est pas bloquée par des nuages mais par de la poussière. À l’époque, les relevés instrumentaux de température ne montrent pas de réchauffement sans ambiguïté et l’idée selon laquelle la Terre pourrait se refroidir, voire se diriger vers un refroidissement supplémentaire, n’était pas déraisonnable. D'autres, dont Hubert Lamb, qui a créé un Dust Veil Index, pensent que les volcans sont davantage responsables des aérosols à l'échelle mondiale.
En 1973, Bryson témoigne devant le Congrès que le réchauffement climatique dû à la combustion des combustibles fossiles est politiquement imparable.

« Il n’existe actuellement aucun moyen de contrôler le climat pour le rendre plus doux. Même si nous disions « arrêtons d’utiliser des combustibles fossiles afin de ne pas ajouter de dioxyde de carbone dans l’atmosphère, car cela a un impact sur le climat mondial », comment diable pourriez-vous arrêter d’utiliser des combustibles fossiles ? Même les pays les plus durement touchés par le changement climatique sont ceux qui disent que c'est à notre tour d'être riches et que c'est en utilisant les combustibles fossiles que l'on gagne en richesse. »

Plus tard, lorsqu’il est devenu clair que le climat se réchauffait effectivement, Bryson a soutenu que même si le changement climatique et l’augmentation mondiale de la température étaient réels, il ne croyait pas qu’ils soient causés par l’activité humaine. Il a plutôt soutenu qu’ils faisaient partie des cycles climatiques naturels de la planète, en particulier de la fin du petit âge glaciaire :

« Tout cet argument sur la température qui augmente ou non, c'est absurde. Bien sûr, ça augmente. Elle a augmenté depuis le début des années 1800, avant la révolution industrielle, parce que nous sortons du petit âge glaciaire, et non parce que nous rejetons davantage de dioxyde de carbone dans l'air. »

## Publications (sélection)
Bryson a écrit plus de 230 articles et cinq livres, dont Climates of Hunger, qui a remporté la médaille Banta pour ses réalisations littéraires.

### Livres
- RA Bryson, Airmasses, Streamlines, and the Boreal Forest 1966 : Ministère des Mines et des Relevés techniques, Direction de la géographie
- (en) R.A. Bryson et F.K. Hare, Climates of North America, vol. 11, Elsevier, 1974 (ISBN 9780444410627, OCLC 853026734, lire en ligne).
- (en) Reid A. Bryson et Thomas J. Murray, Climates of Hunger: Mankind and the World's Changing Weather, University of Wisconsin Press, 1977 (ISBN 978-0-299-07373-2, lire en ligne).

### Articles (sélection)
- (en) R. A. Bryson, « Air masses, streamlines, and the boreal forest », Geography Bulletin, vol. 8,‎ 1966, p. 228–269.
- (en) R. A. Bryson, « A Perspective on Climatic Change », Science, vol. 184, no 4138,‎ 17 mai 1974, p. 753–760 (PMID 17783463, DOI 10.1126/science.184.4138.753, Bibcode 1974Sci...184..753B).
- (en) R. A. Bryson et B. M. Goodman, « Volcanic Activity and Climatic Changes », Science, vol. 207, no 4435,‎ 7 mars 1980, p. 1041–4 (PMID 17759813, DOI 10.1126/science.207.4435.1041, Bibcode 1980Sci...207.1041B, S2CID 26336581).
- Reid A. Bryson: A Reconciliation of several Theories of Climate Change. In: John P. Holdren (éd.): Global Ecology. Readings toward a Rational Strategy for Man. New York etc. 1971, p. 78–84.
- W. M. Wendland, Reid A. Bryson: Dating Climatic Episodes of the Holocene. In: Quaternary Research 4, 1974, p. 9–24.